# Монарх-довгохвіст сангезький
Монарх-довгохвіст сангезький (Eutrichomyias rowleyi) — вид горобцеподібних птахів родини віялохвісткових (Rhipiduridae). Ендемік Індонезії.

## Систематика
Вид названо на честь британського дослідника та орнітолога Джорджа Доусона Роулі (1822–1878). Спершу вид віднесли до роду Zeocephus з родини монархових (Monarchidae). Дослідження 2017 року, яке включало секвенування ДНК типового зразка, показало, що він належав до родини віялохвісткових (Rhipiduridae). Цей висновок був прийнятий Міжнародний орнітологічним комітетом.

## Поширення
Вид поширений на острові Сангіхе в Індонезії. Понад століття він був відомий лише за типовим зразком (зібраним у 1873 році) і вважався вимерлим, оскільки пошуки в 1985 і 1986 роках не змогли знайти його. Виживання виду було підтверджено в жовтні 1998 року, коли вид був розташований у глибоких долинах у кратері Сахендаруман на півдні острова. Далі була проведена серія досліджень (Birdlife Indonesia 2007), які встановили, що вид залишився принаймні в 14 долинах, але найновіша інформація вказує на те, що вид був втрачений принаймні в двох з них після невеликих розчисток і вирубки.

## Спосіб життя
Це осілий комахоїдний птах, мешкає в первинних лісах (рідше в старих вторинних заростях) на крутих схилах долин і днищах долин з струмками. Його також рідко спостерігали в чагарниках на вершині хребта поблизу крутого лісистого яру. Зазвичай він харчується в кронах і підкронах дерев заввишки близько 15 м, але також спускається, щоб харчуватися в низький підлісок. Здобич здобуває в активному польоті, із засідки, здійснюючи петлеві вилазки та спускаючись на землю.